# Alibaba.com
Az alibaba.com az Alibaba Group nemzetközi piacra szánt B2B webáruháza, a világ legnagyobb online viszonteladói oldala. Legnagyobb irodája a kínai Hangcsouban van. Jack Ma alapította 1999-ben. 2009 végére több mint 40 millió regisztrált felhasználója és 5 virtuális eladói platformja volt, 240 országban folytatott kereskedelmi tevékenységet.
A kínai változaton kívül van egy japán verziója is. Fő munkatársai David Wei és Maggie Wu. 2007. július 31-én az alibaba.com bejelentette tervét a Hongkongi Értéktőzsdén, a cég 7,8 milliárd hongkongi dollárt remélt.[forrás?] Az alibaba.com oldal 2008. április 3-án indította blogját kis- és középvállalkozásokra koncentrálva. (https://web.archive.org/web/20131026145243/http://aliblog.alibaba.com/). A második legnagyobb e-kereskedelmi oldal a Google után.